# Polignot

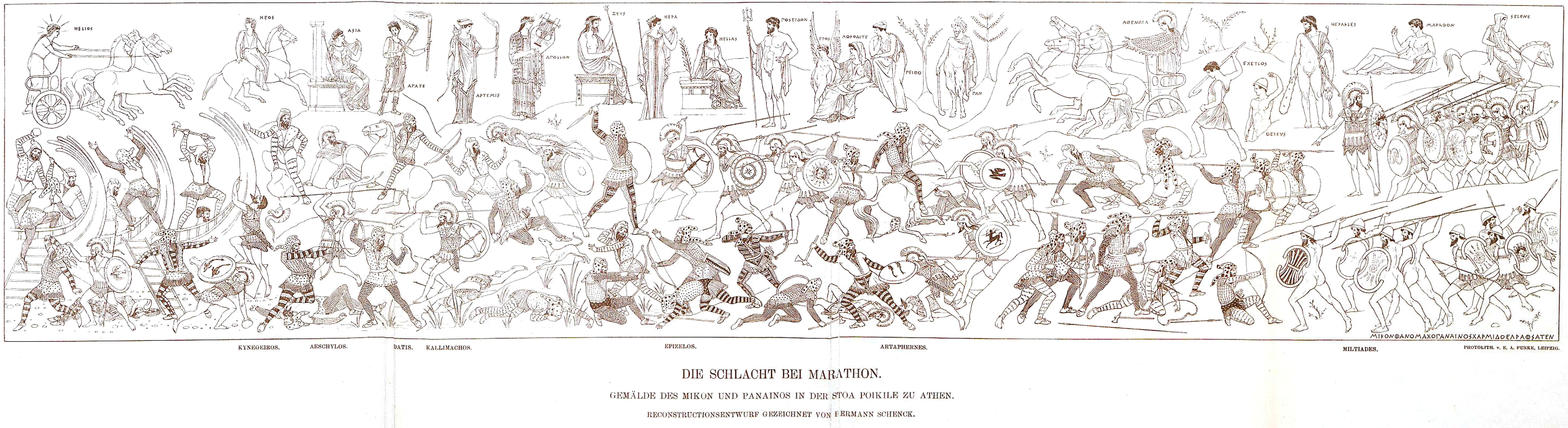
Rekonstrukcja obrazu „Bitwa pod Maratonem” autorstwa Polignota

Polignot, Polygnotos (gr. Πολύγνωτος Polýgnōtos) – pierwszy klasyk malarstwa greckiego działający w połowie V wieku p.n.e.
Pochodził z Tazos, lecz tworzył głównie w Atenach i Delfach. Malował wielkie kompozycje o tematyce mitologicznej z elementami pejzażu. Wprowadził technikę czterech barw (czarnej, białej, czerwonej, żółtej). Był współpracownikiem Mikona, z którym dekorował Tezejon. Do czasów współczesnych nie przetrwało jego żadne dzieło.